# ألك أباد (شيروان)
ألک أباد (بالفارسية: الک‌آباد) هي مستوطنة تقع في إيران في قسم شیروان الريفي. يقدر عدد سكانها بـ 649 نسمة .